# Bočac
Bočac (en serbe cyrillique : Бочац) est un village de Bosnie-Herzégovine. Il est situé sur le territoire de la ville de Banja Luka et dans la république serbe de Bosnie. Selon les premiers résultats du recensement bosnien de 2013, il compte 946 habitants.

## Géographie

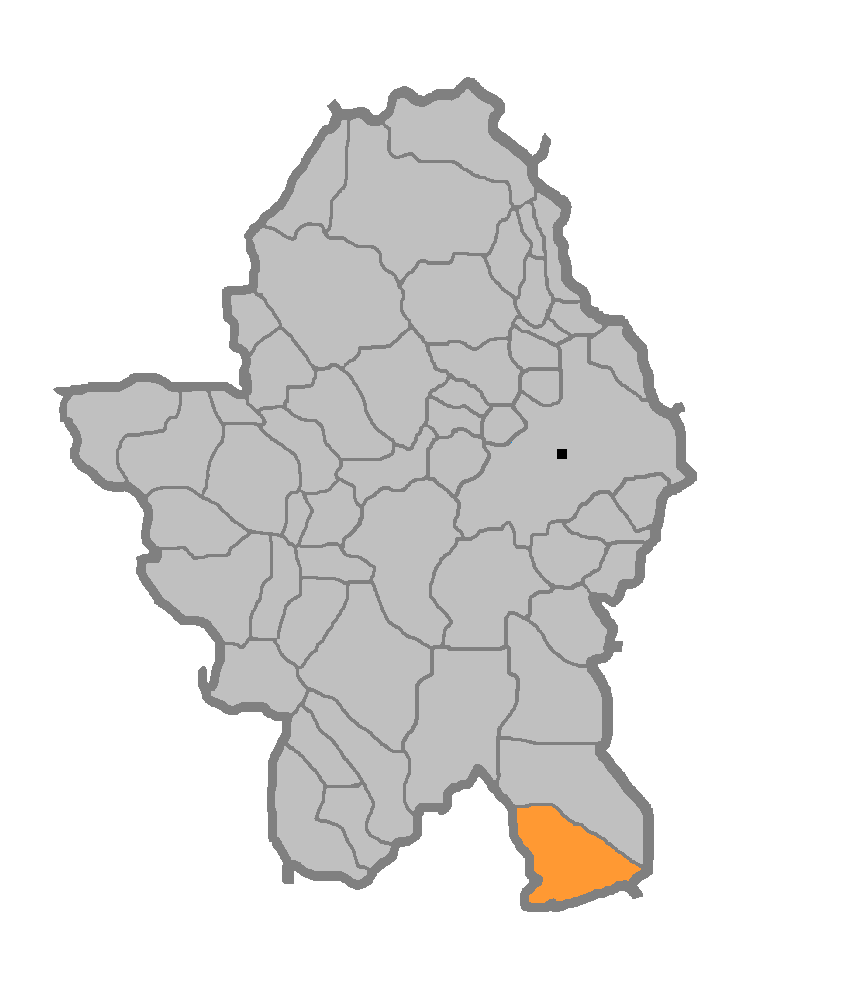
Localisation de la communauté locale de Bočac dans la ville de Banja Luka.

Le village est situé au bord de la rivière Vrbas, un affluent droit de la Save.

## Histoire

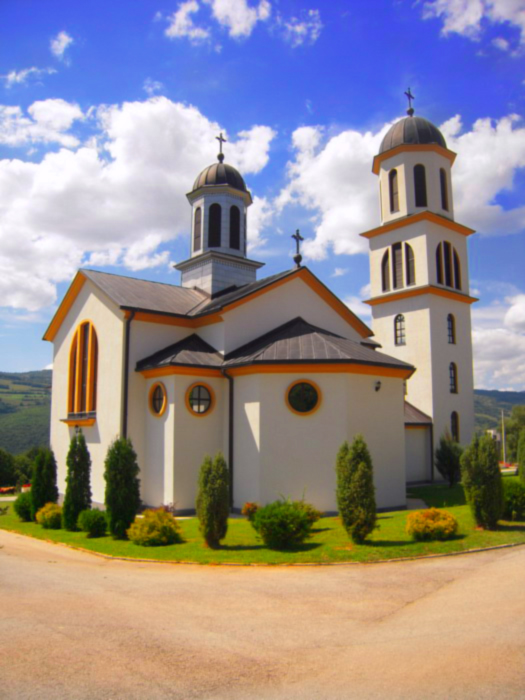
L'église Saint-Constantin-et-Sainte-Hélène de Bočac

## Démographie

### Évolution historique de la population dans la localité
| 1948  | 1953  | 1961  | 1971  | 1981  | 1991  | 2013 |
| ----- | ----- | ----- | ----- | ----- | ----- | ---- |
| 1 734 | 2 011 | 2 284 | 2 395 | 2 232 | 1 685 | 946  |

|  |